# Bears de Brown
Les Bears de Brown sont un club omnisports universitaire de l'université Brown à Providence (Rhode Island). Les équipes des Bears participent aux compétitions universitaires organisées par la National Collegiate Athletic Association. Brown fait partie de la division Ivy League.
Brown aligne 37 équipes sportives. L'équipe féminine d'aviron a remporté quatre titres nationaux NCAA au cours des dix dernières années. 